# فرهنگ کاراسوک
فرهنگ کاراسوک (روسی: Карасукская культура) به مجموعه‌ای از جوامع اواخر عصر برنز اطلاق می‌شود که در منطقه‌ای وسیع از دریاچه آرال در غرب تا رود ینی‌سئی در شرق و از کوه‌های آلتای و تیان شان در جنوب تا حدود سال‌های ۱۵۰۰ تا ۸۰۰ پیش از میلاد زندگی می‌کردند.
این فرهنگ به نظر می‌رسد جایگزین فرهنگ آندرونوو در مناطق شرقی شده و تحت تأثیر فرهنگ اوکونوو نیز قرار داشته است. بقایای سکونتگاه‌های آن‌ها اندک بوده و عمدتاً از نوع تدفینی هستند. حداقل ۲۰۰۰ گور از این فرهنگ کشف شده است. دوره کاراسوک تا حدود ۷۰۰ پیش از میلاد ادامه داشت. از آن زمان تا حدود ۲۰۰ پیش از میلاد، فرهنگ‌های مشابه در این مناطق توسعه یافتند. تجارت پررونقی از شمال چین و منطقه بایکال تا دریای سیاه و رشته‌کوه اورال وجود داشت که به یکپارچگی فرهنگ در این منطقه کمک می‌کرد. پس از فرهنگ کاراسوک، فرهنگ تگار در این منطقه ظهور کرد.
اقتصاد این مردمان مبتنی بر کشاورزی و دامداری بوده و به نظر می‌رسد زندگی کوچ‌نشینی بیشتری نسبت به فرهنگ آندرونوو داشتند. مردم کاراسوک کشاورزانی بودند که در مقیاس وسیع به فلزکاری می‌پرداختند و از ابزارهای برنزی آرسنیکی استفاده می‌کردند. سکونتگاه‌های آن‌ها از خانه‌های گودالی تشکیل می‌شد و مردگان خود را در گورهای صندوقی سنگی دفن می‌کردند که با کورگان پوشیده شده و با حصارهای سنگی مربعی احاطه شده بودند. آن‌ها صنعتگران ماهری بودند و آثار شاخص فرهنگ آن‌ها چاقوهای برنزی با نیمرخ منحنی، دسته‌های تزئین شده و افسار اسب بود. سفال‌های آنان با سفال‌های کشف‌شده در مغولستان داخلی و مناطق داخلی چین قابل مقایسه است و در گورهای آن‌ها چاقوهای برنزی مشابه چاقوهای شمال شرقی چین یافت شده است. هنر حیوانات واقع‌گرایانه آن‌ها احتمالاً به توسعه سبک هنری حیوانات سکایی-سیبری (هنر سکایی) کمک کرده است.
خاستگاه فرهنگ کاراسوک پیچیده است، اما به‌طور کلی پذیرفته شده است که ریشه‌های آن هم در فرهنگ آندرونوو و هم در فرهنگ‌های محلی ینی‌سئی نهفته است. هویت قومی کاراسوک مسئله‌ساز است، زیرا فرهنگ آندرونوو با هندو ایرانیان مرتبط بوده در حالی که فرهنگ‌های محلی با استپ ارتباطی نداشته‌اند. با این وجود، هویت مشخصی از زبان نیاایرانی برای فرهنگ کاراسوک پیشنهاد شده است. باستان‌شناسان قبایل کاراسوک را با ویژگی‌های سفیدپوست (قفقازی/اروپایی) توصیف کرده‌اند. جورج فان دریم ارتباطی را با مردم زبان‌های ینی‌سئیایی و زبان بروشسکی پیشنهاد کرده و گروه زبان‌های کاراسوک را مطرح کرده است.
فرهنگ معاصر سنگ گوزن در جنوب شرقی ممکن است تا حدی توسط کوچ‌نشینان فرهنگ کاراسوک ساخته شده باشد.

## ارابه‌ها
فرهنگ کاراسوک دارای ارابه‌های اسبی چرخدار بود، فناوری که اولین بار در فرهنگ سینتاشتا (حدود ۲۰۰۰ سال قبل از میلاد) تأیید شد و با فرهنگ آندرونوو به سمت شرق گسترش یافت. اگرچه هیچ ارابه‌ای از کاراسوک یافت نشده است، اما وجود آن‌ها با نقاشی‌های سنگ‌نگاره، تجهیزات ارابه، لگام و «تدفین‌های ارابه‌ران» نشان داده شده است. این‌ها شباهت‌های نزدیکی با ارابه‌ها و تجهیزات مربوط به دودمان شانگ در چین (حدود ۱۰۰۰ سال پیش از میلاد) دارند، مانند استفاده از چرخ‌هایی با پره‌های متعدد و نگهدارنده‌های افسار کمانی شکل. ارابه‌های کاراسوک و شانگ نیز شباهت‌های زیادی با ارابه‌های لچاشن در ارمنستان دارند که قدمت آن‌ها به حدود ۱۵۰۰ سال پیش از میلاد می‌رسد. بر اساس تحقیقات وو (۲۰۱۳)، ارابه‌های شانگ و تجهیزات مرتبط با آن‌ها از فرهنگ کاراسوک سرچشمه می‌گیرند و می‌توان آن‌ها را به عنوان «نسخه محلی مجموعه کاراسوک» درک کرد.
==

## فلزکاری
فلزکاری فرهنگ کاراسوک ممکن است از سنت قدیمی‌تر سیما-توربینو نشأت گرفته باشد. این سنت را گسترش داد و به هسته یک قطب منطقه‌ای در متالورژی تبدیل شد که گاهی اوقات «ولایت فلزکاری آسیای شرقی» نامیده می‌شود. سیما-توربینو گسترش به سمت غرب داشت و در دوره ۲۲۰۰–۱۷۰۰ قبل از میلاد با فرهنگ‌های آباشه‌وو و سینتاشتا مواجه شد. برعکس، گسترش فرهنگ متالورژی کاراسوک به سمت شرق بود. سبک‌های کاراسوک در سراسر آسیای مرکزی و شرقی کپی می‌شدند و به چین می‌رسیدند که در آن اشیاء برنزی متعددی بر اساس مدل کاراسوک کشف شده است. به ویژه مجموعه سلطنتی قبرستان آنیانگ از قرن‌های ۱۳ تا ۱۱ قبل از میلاد در دوره سلسله شانگ به خاطر چنین تقلیدهای متعددی شناخته شده است.
تصور می‌شود که این نوآوری‌های فلزکاری از فرهنگ کاراسوک توسط عشایر استپی، در چارچوب روابط نسبتاً متضاد بین چین و همسایگان شمالی آن منتقل شده است. شانگ عمدتاً چاقوهای منحنی یک لبه را با دسته‌های حیوانات تقلید می‌کرد و آن‌ها را در مقبره‌های خود در میان سایر وسایل برنزی قرار می‌داد. در مجموع، این تأثیرات در مسافتی بیش از ۳۵۰۰ کیلومتر، از منطقه سایان-آلتای تا قلب چین باستان در آن سوی رود زرد، حرکت کردند.
سلاح‌های فرهنگ سنگ گوزن معاصر، همان‌طور که در سنگ‌نگاره‌های آن‌ها دیده می‌شود، عموماً از سلاح‌های فرهنگ کاراسوک مشتق شده‌اند و به گونه‌شناسی کاراسوک تعلق دارند.

## ژنتیک
کیسر و همکاران (۲۰۰۹) یک مطالعه ژنتیکی از فرهنگ‌های باستانی سیبری، فرهنگ آندرونوو، فرهنگ کاراسوک، فرهنگ تگار و فرهنگ تاشتیک منتشر کردند. آن‌ها چهار فرد از فرهنگ کاراسوک را از چهار مکان مختلف از ۱۴۰۰ قبل از میلاد تا ۸۰۰ قبل از میلاد مورد بررسی قرار دادند. دو نفر از این‌ها دارای دودمان‌های دی‌ان‌ای میتوکندریایی U5a1 و U4 اوراسیای غربی بودند. دو نفر دیگر هاپلوگروپ کروموزوم Y R1a1 را نشان دادند که تصور می‌شود نشانگر مهاجرت به شرق هندواروپاییان اولیه است. افراد مورد بررسی همگی سفیدپوست و دارای چشمان روشن بودند.

## محوطه‌ها
محوطه‌ها زیاد نیستند و عمدتاً در جنوب غربی حوضه مینوسینسک یافت می‌شوند. آن‌ها شامل خانه‌های نیمه زیرزمینی و خانه‌های زمستانی بزرگ‌تر با مساحت حدود ۱۰۰–۲۰۰ متر مربع، با سقف‌های گنبدی یا شیبدار پوشیده شده با خاک برای محافظت در برابر سرما هستند.